# فيصل بن نواف بن عبد العزيز آل سعود
فيصل بن نواف بن عبد العزيز آل سعود أمير منطقة الجوف. وهو الإبن الثالث من أبناء الأمير نواف بن عبد العزيز آل سعود.

## الحياة الأسرية
والدته هي الأميرة جواهر بنت عبد الملك آل الشيخ ابنة الشيخ عبد الملك بن إبراهيم بن عبد اللطيف آل الشيخ تزوج في يوليو من عام 2016 من  الأميرة مضاوي بنت سعود بن عبد الله بن عبد الرحمن آل سعود، وهي مؤسس مؤسسة ابتسام،